# Projekt Fehlurteil und Wiederaufnahme
Das Projekt Fehlurteil und Wiederaufnahme e.V. ist eine deutsche Non-Profit-Organisation, die sich für die Aufklärung und Erforschung von Justizirrtümern im Strafrecht einsetzt.

## Zielsetzung
Die Organisation wurde 2020 auf Initiative des Strafverteidigers Stefan König und des Rechtswissenschaftlers Carsten Momsen gegründet. In Anlehnung an das US-amerikanische Innocence Project hat sie es sich zum Ziel gesetzt, Fehlurteile deutscher Strafgerichte zu beseitigen und deren Ursachen systematisch zu erforschen.

## Arbeitsweise
Das Projekt bietet rechtskräftig verurteilten Personen eine Anlaufstelle zur kostenlosen Überprüfung ihrer Fälle im Hinblick auf Wiederaufnahmegründe zugunsten des Verurteilten im Sinne von § 359 StPO. Die Eingangsprüfung erfolgt durch ehrenamtlich tätige Anwältinnen und Anwälte. Fälle mit potentiellen Wiederaufnahmegründen werden an sogenannte Law Clinics an verschiedenen juristischen Fakultäten deutscher Universitäten weitergeleitet. Dort analysieren Studierende unter anwaltlicher Leitung die Erfolgsaussichten eines Wiederaufnahmeantrags. Bei hinreichender Erfolgsaussicht gibt der Verein den Vorgang an einen Strafverteidiger oder an eine Strafverteidigerin zur Antragstellung ab.
Insgesamt wurden bisher fünf Wiederaufnahmeanträge gestellt. Der Verein unterstützte außerdem die Verteidigerin von Manfred Genditzki in der Schlussphase des Wiederaufnahmeverfahrens.
Auf Grundlage der aus der praktischen Fallarbeit gewonnenen Erkenntnisse erforscht die Organisation Fehlerquellen im Strafprozess und plädiert für eine Reform des Wiederaufnahmerechts. Ferner veranstaltet sie regelmäßig Fortbildungsveranstaltungen für Verteidigerinnen und Verteidiger sowie für Studierende zu rechtsdogmatischen und kriminaltechnischen Themen, um ein Bewusstsein für Fehlerquellen zu schaffen.

## Organisationsstruktur
Den Vorsitz des Vereinsvorstands haben Stefan König, der Rechtswissenschaftler Johannes Kaspar und die Strafverteidigerin Carolin Arnemann inne. Gegenwärtig beschäftigt die Organisation sechs Mitarbeitende. Sie kooperiert mit der Freien Universität Berlin sowie der Georg-August-Universität Göttingen, der Universität Augsburg, der Europa-Universität Viadrina, der Universität Greifswald, der Universität zu Köln und der Universität Bielefeld und wird von einem bundesweiten Netzwerk an ehrenamtlich tätigen Strafverteidigerinnen und Strafverteidigern unterstützt. Das Projekt finanziert seine Arbeit über eine private Stiftung und Spenden.